# Malloti

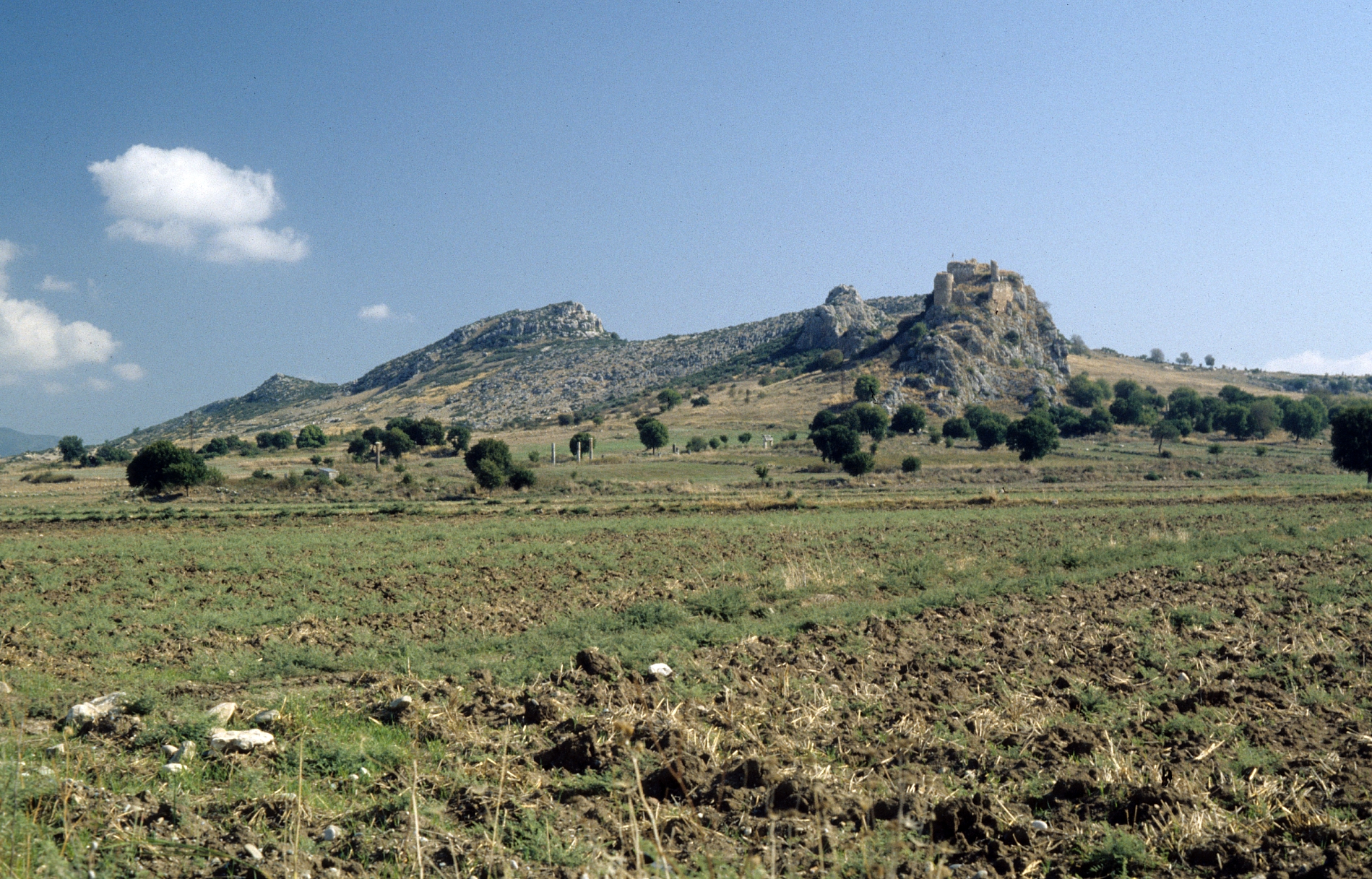
Panoramica di quella che un tempo era una parte della Cilicia

I Malloti (o Malli, singolare Mallota), furono gli abitanti dell'antica città di Mallo, della Cilicia piana (Cilicia Campestris).

## Origini
Secondo Callimaco furono di origini greche, discendenti di una colonia argiva.
Strabone ne confermò le origini raccontando l'episodio della visita di Alessandro Magno, all'oracolo di Anfiloco (fondatore di Mallo), che nell'offrire il sacrificio, risvegliò nella memoria dei Malloti il ricordo della "propria comune discendenza dagli Argivi".

## Storia

### Le fonti
Storici, come Callimaco, Lucano, Plinio il Vecchio, Appiano Alessandrino e Arriano di Nicomedia, nei loro scritti, riportarono interessanti frammenti sulla vita, la cultura e le abitudini degli abitanti di Mallo.

### La rivoltà contro Antioco IV

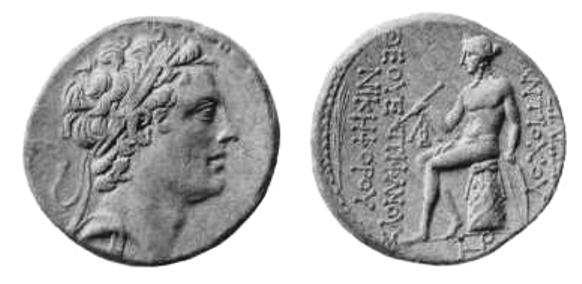
Moneta di Antioco IV. Il rovescio mostra Apollo seduto su di un onfalo. L'iscrizione in greco dice: ΑΝΤΙΟΧΟΥ ΘΕΟΥ ΕΠΙΦΑΝΟΥ ΝΙΚΗΦΟΡΟΥ (Antioco, immagine di Dio, Portatore di vittoria).

I Malloti vengono ricordati nella Bibbia per l'insurrezione contro Antioco IV Epifane, re seléucide, che decise di donare ad Antiochide, sua concubina, la loro città e quella della vicina di Tarso: 
(Secondo libro dei Maccabei, cap. 4, v.30)
Tale era l'usanza dei re dell'Asia: assegnavano alle loro mogli delle città, ad esempio una per le scarpe, una per gli ornamenti del collo, un'altra per il velo, ecc. 'Le città Greche non volevano essere soggette alle donne dei re', ed è per questo motivo che i cittadini Malloti, unitamente a quelli di Tarso, protestarono contro il trasferimento delle loro entrate ad Antiochide, concubina di Antioco.
Il re in persona dovette in tutta fretta partire per la Cilicia per riportare l'ordine nelle due città ribelli.

### L'accoglienza per Alessandro

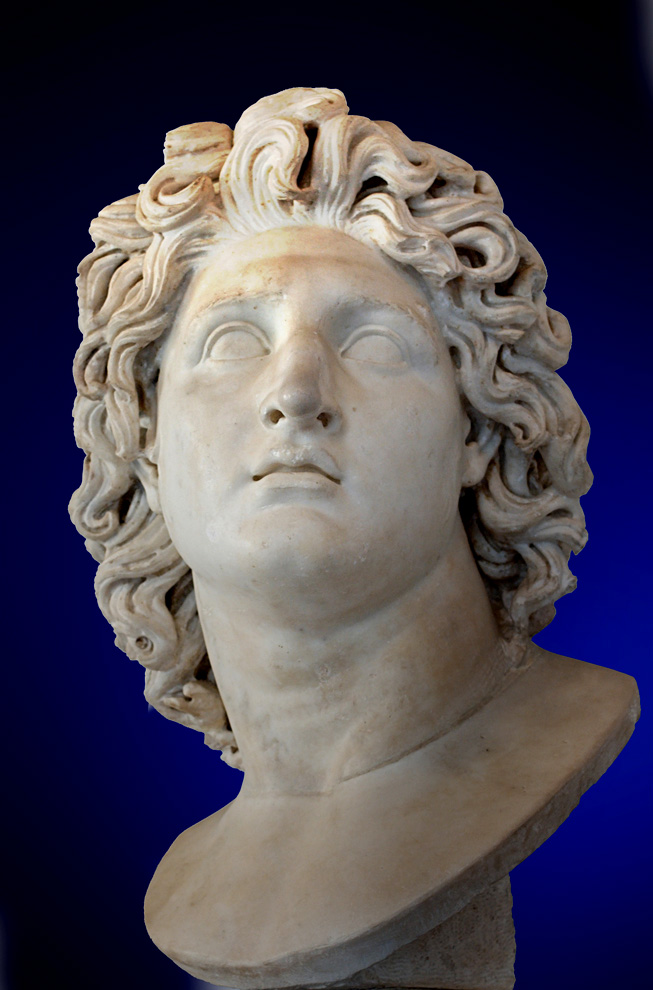
Testa di Alessandro Magno. Alessandro fu per i Malloti un liberatore

I Malloti furono invece molto benevoli e accoglienti all'arrivo di Alessandro Magno che li sottrasse all'oppressione oligarchica di Dario e concesse loro l'autonomia del governo popolare. Li esentò dal pagamento del tributo dovuto al Gran Re e, con l'istituzione di una festa eroica, rinnovò la gloria del loro fondatore Anfiloco.
I Malloti, per motivi ancora sconosciuti abbandonarono la propria città, rendendola deserta fino a quando Pompeo, nel 67 a.C., la ripopolò con i prigionieri catturati nella guerra contro i pirati, ai quali assegnò le terre in Acaia e Cilicia.
(Appiano, Storia Romana (Ρωμαικά), Vol I.)
Sempre secondo Lucano, i Malloti furono esperti nella costruzione di navi; come una eco risuonava nelle città dell'impero la loro abilità nella cantieristica navale.

### Antica
- Appiano di Alessandria, Storia romana (Ρωμαικά)
- Arriano di Nicomedia, Anabasi
- Callimaco, Aitia (αἴτιον)
- Cicerone, Verrem V
- Marco Anneo Lucano, Pharsalia
- Plinio il Vecchio, Naturalis Historia
- Strabone, Storia universale

### Moderna
- Georges Radet, Alexandre le Grand, RCS Libri ISBN 978-88-58-65822-2.
- Lorenzo Braccesi, Hesperìa, «L'ERMA» di BRETSCHNEIDERE 2000, ISBN 88-8265-074-X
- Antonio Martini, Vecchio e Nuovo Testamento secondo la Volgata trad. in lingua italiana, Fratelli Giacchetti